# Palais Gritti
Le palais Gritti Dandolo (ou simplement Gritti) est un palais de Venise, dans le sestiere de Cannaregio (N.A.1759), sur le Grand Canal.

## Historique
Ce bâtiment est le résultat d'un travail de rénovation du XVIIe siècle sur un bâtiment préexistant gothique, construit au XVe siècle.

## Description
Le bâtiment a su conserver le rythme et l'espace des fenêtres gothiques. La façade s'ouvre sur un balcon à cinq fenêtres avec de chaque côté des paires de fenêtres simples. Il présente les armoiries des familles Gritti et Dandolo. Les fenêtres du premier étage sont plus allongées que celles du deuxième et même les paires de fenêtres simples ont un balcon. Sur la droite du palais se dresse un palazzetto du XVIe siècle, reconstruit au XIXe siècle, caractérisé par un portique à trois arcades.

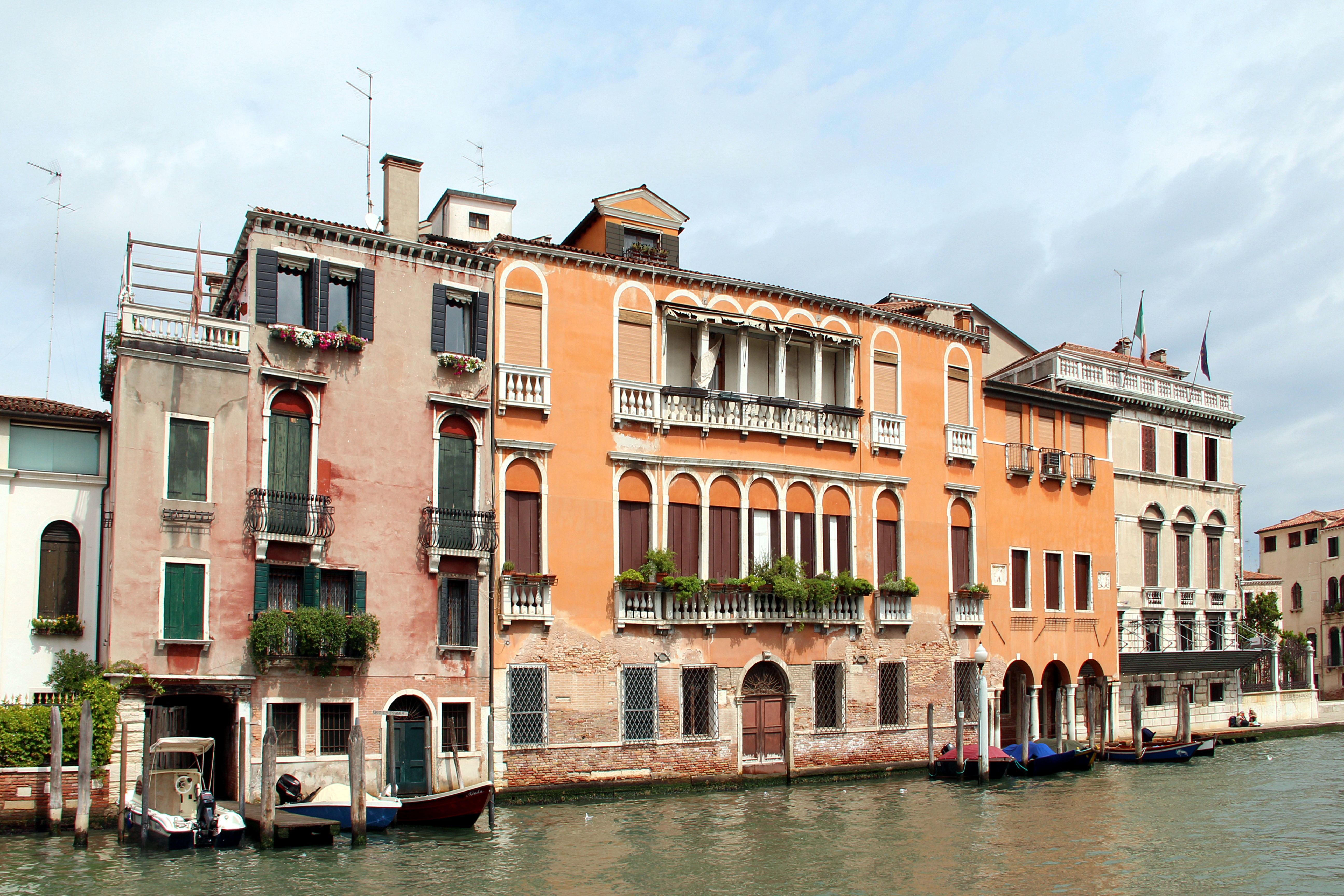
Le palais Gritti ou Gritti Dandolo, bâti dans le Sestiere du Cannaregio sur la rive droite du Grand Canal.